# Мурашов, Руслан Николаевич
Руслан Николаевич Мурашов (29 декабря 1992) — российский конькобежец; Участник зимних Олимпийских игр 2022 года, чемпион мира и 4-кратный призёр чемпионатов мира, бронзовый призёр Кубка мира, 2-кратный чемпион и бронзовый призёр чемпионата Европы, 6-кратный чемпион и 8-кратный призёр чемпионата России. Выступал за ЦСП по ЗВС Краснодарского края (Сочи), ЦСП Мурманской области, СДЮСШОР № 4 (Мурманск), ЦОВС (Коломна).

## Биография
Руслан Мурашов начал кататься на коньках в 4 года, когда отец привёл его в хоккейную секцию подмосковного клуба "ХИМИК" Воскресенск. Он был крепким парнем и играл в амплуа защитника. Из хоккея ушёл совершенно случайно, когда не пришёл на тренировку из-за экзамена и поругался с новым тренером. Немного позже решил заняться боксом, но его отговорил тренер из тренажерного зала. В 15 лет он начал заниматься конькобежным спортом в Коломне под руководством его первого тренера Дмитрия Николаевича Дементьева.
С 2009 года начал участвовать в юниорских чемпионатах России, а в 2012 году впервые выиграл бронзовую медаль на 500-метровке. В декабре 2013 года Руслан принял участие на зимней Универсиаде в Трентино, где занял 17-е место в забеге на 1000 м. С 2014 года Мурашов входит в сборную России по конькобежному спорту. В том же году стал серебряным призером национального чемпионата в спринтерском многоборье. 
В сезоне 2014/15 стал бронзовым призером Кубка Мира на дистанции 500 м в Обихиро и Сеуле, а также дебютировал на чемпионате мира на отдельных дистанциях в Херенвене, где занял 6-е место в забеге на 500 м. Тогда же впервые участвовал на чемпионате мира в спринтерском многоборье и финале Кубка мира стал 1-м на дистанции 500 м. В сезоне 2015/16 на Кубке Мира Руслан стал 2-м в общем зачёте в беге на 500 м. 
На чемпионате мира на отдельных дистанциях в Коломне он завоевал серебряную медаль на дистанции 500 м. Следом на спринтерском чемпионате мира в Сеуле занял 11-е место в общем зачёте. В следующем году стал Чемпионом России на 500 м и на чемпионате мира в Канныне выиграл бронзу в забеге на 500 м. На Кубке Мира сезона 2016/17 он вновь стал 2-м в общем зачёте на 500-метровке.
В январе 2018 года на чемпионате Европы в Коломне Мурашов завоевал золото в командном спринте. На Кубке Мира сезона 2017/18 он выиграл только однажды на 4-м этапе в Солт-Лейк-Сити. Через год на чемпионате мира в Инцелле Руслан впервые стал чемпионом мира на дистанции 500 м и выиграл бронзу в командном спринте. 
В 2020 году на чемпионате Европы в Херенвене стал бронзовым призёром в забеге на 500 м и на следующий день выиграл золотую медаль в командном спринте. В феврале на чемпионате мира в Солт-Лейк-Сити стал серебряным призёром на дистанции 500 м. В 2021 году занял 11-е место на 500-метровке на чемпионате мира в Херенвене. В феврале 2022 года Мурашов участвовал на зимних Олимпийских играх в Пекине, где стал 10-м в беге на 500 м.
В сезоне 2022/23 после отстранения сборной России от международных соревновании из-за спецоперации на Украине он участвовал на чемпионате России и вновь выиграл дистанцию 500 м, а также стал 2-м в спринтерском многоборье и выиграл Кубок России в комбинации спринта. В 2024 году Мурашов выиграл чемпионат России на дистанциях 500 м и 1000 м и в спринтерском многоборье. 

## Результаты
| Год  | ЧM спринт               | ЧM на отдельных дистанциях | ЧЕ спринт           | ЧЕ на отдельных дистанциях  | Олимпийские игры | Кубок мира           |
| ---- | ----------------------- | -------------------------- | ------------------- | --------------------------- | ---------------- | -------------------- |
| 2015 | DQ4 (5e, 11e, 4e, DQ)   | 6e 500 м                   |                     |                             |                  | 500 м                |
| 2016 | 11е · (13e, 12e, , 15е) | 500 м                      |                     |                             |                  | 44е 1000 м · 500 м   |
| 2017 | NS4 · (, 14e, 5e, -)    | 500 м · 19е 1000 м         | 22е · (, DNS, —, —) |                             |                  | 23е 1000 м · 500 м   |
| 2018 |                         |                            |                     | 9e 500 м · командный спринт |                  | 10e 500 м 58e 1000 м |
| 2019 | 10e (5e, 14e, 4e, 11e)  | 500 м · командный спринт   |                     |                             |                  | 7e 500 м             |
| 2020 | NS3 (4e, 16e, -, -)     | 500 м · командный спринт   |                     | 500 м · командный спринт    |                  | 6e 500 м 31e 1000 м  |
| 2021 |                         | 11e 500 м                  |                     |                             |                  | 11e 500 м 12e 1000 м |
| 2022 |                         |                            |                     |                             | 10e 500 м        |                      |

## Личная жизнь и семья
Руслан Мурашов окончил Государственный социально-гуманитарный университет в Коломне.. Руслан женат на Евгении Мурашовой (Волковой), бывшей конькобежки. У них есть сын Радим (2019) и дочь Александра .